# Mirosław Bąk
Mirosław Bąk (ur. 23 listopada 1961 w Bytomiu) były polski piłkarz grający na pozycji napastnika.

## Życiorys
Jest wychowankiem Chorzowianki Chorzów, z której przeszedł 1978 roku do Ruchu.
W Ruchu grał przez kolejne 13 sezonów do 1990 roku. W tym czasie 2-krotnie świętował Mistrzostwo Polski w 1979(nie rozegrał jednak żadnego meczu) oraz w 1989. W 1990 roku wyjechał do Grecji i przez następne 5 lata grał w Athinaikosie AS. W 1995 roku wrócił do Ruchu pomógł mu wrócić do Ekstraklasy oraz zdobyć Puchar Polski 1996. W Ruchu grał do 1998, po czym przeniósł się do drugoligowego Grunwaldu Ruda Śląska i grał tam do 2001 roku. Karierę zakończył w czwartoligowych Szombierkach Bytom w 2003.
W Ekstraklasie w barwach Ruchu rozegrał łącznie 277 meczów, strzelając 65 bramek. W greckiej lidze rozegrał 130 meczów i strzelił 28 bramek.

## Reprezentacja Polski
7 września 1983 w meczu przeciwko Rumunii wystąpił jedyny raz w reprezentacji.
| l.p. | Data            | Miejsce | Przeciwnik | Rezultat | Rozgrywki  | Grał   | Uwagi |
| ---- | --------------- | ------- | ---------- | -------- | ---------- | ------ | ----- |
| 1.   | 7 września 1983 | Kraków  | Rumunia    | 2-2      | towarzyski | do 66' |       |